# Tonicia
Genre
Synonymes
- Chiton (Tonicia) Gray, 1847
- Tonicia (Tonicia) Gray, 1847

Tonicia est un genre des mollusques polyplacophores, de l'ordre des Chitonida et de la famille des Chitonidae.

## Historique
Le genre Tonicia est décrit en 1847 par John Edward Gray,. Il faut noter que WoRMS, le note décrit en 1840.

## Liste des espèces
Selon World Register of Marine Species (23 septembre 2019) :
- Tonicia argyrosticta (Philippi, 1845)
- Tonicia arnheimi Dall, 1903
- Tonicia atrata (G. B. Sowerby II, 1840)
- Tonicia chilensis (Frembly, 1827)
- Tonicia disjuncta (Frembly, 1827)
- Tonicia forbesii Carpenter, 1857
- Tonicia horniana Rochebrune, 1889
- Tonicia lebruni Rochebrune, 1884
- Tonicia pannonica Szőts, 1953 †
- Tonicia rubridens Pilsbry, 1892
- Tonicia schrammi (Shuttleworth, 1856)
- Tonicia smithi Leloup, 1980
- Tonicia swainsoni (Sowerby in Broderip & Sowerby, 1832)

- Tonicia pustulifera Dall, 1919 (taxon inquirendum)
- Tonicia scabiosus Leloup MS, Strack, 1993 (nom temporaire)

Noms en synonymie
- Tonicia (Tonicia) Gray, 1847
  - Tonicia (Tonicia) chilensis (Frembly, 1827), un synonyme de Tonicia chilensis (Frembly, 1827)
- Tonicia (Lucilina) Dall, 1882, un synonyme de Lucilina Dall, 1882
  - Tonicia (Lucilina) carnosa Kaas, 1979, un synonyme de Lucilina carnosa (Kaas, 1979)
  - Tonicia (Lucilina) mariae Kaas, Van Belle & Strack, 2006, un synonyme de Lucilina mariae (Kaas, Van Belle & Strack, 2006)
  - Tonicia (Lucilina) sueziensis (Reeve, 1847), un synonyme de Lucilina sueziensis (Reeve, 1847)
- Tonicia (Onithoplax) Thiele, 1909, un synonyme de Onithochiton Gray, 1847
- Tonicia atrata Hutton, 1880, un synonyme de Plaxiphora (Plaxiphora) aurata (Spalowsky, 1795)
- Tonicia boetica Pilsbry, 1893, un synonyme de Tonicia atrata (G. B. Sowerby II, 1840)
- Tonicia calbucensis Plate, 1897, un synonyme de Tonicia lebruni Rochebrune, 1884
- Tonicia carpenteri Angas, 1867, un synonyme de Lucilina carpenteri (Angas, 1867)
- Tonicia ceylonica Leloup, 1936, un synonyme de Lucilina ceylonica (Leloup, 1936)
- Tonicia confossa (Gould, 1846), un synonyme de Lucilina lamellosa (Quoy & Gaimard, 1835)
- Tonicia corticata Hutton, 1872, un synonyme de Plaxiphora biramosa (Quoy & Gaimard, 1835)
- Tonicia costata Leloup MS, Mergner, 1979, un synonyme de Lucilina sueziensis (Reeve, 1847)
- Tonicia cuneata Suter, 1908, un synonyme de Pseudotonicia cuneata (Suter, 1908)
- Tonicia dilecta ; mult. auct., un synonyme de Lucilina sueziensis (Reeve, 1847)
- Tonicia dupuisi Leloup, 1973, un synonyme de Lucilina dupuisi (Leloup, 1973)
- Tonicia elegans (Frembly, 1827), un synonyme de Tonicia chilensis (Frembly, 1827)
- Tonicia fastigiata (G. B. Sowerby II, 1840), un synonyme de Tonicia atrata (G. B. Sowerby II, 1840)
- Tonicia fontainei Rochebrune, 1882, un synonyme de Ischnochiton punctulatissimus (G. B. Sowerby I, 1832)
- Tonicia fremblyana Kaas, 1957, un synonyme de Tonicia chilensis (Frembly, 1827)
- Tonicia gambiensis Rochebrune, 1881, un synonyme de Chaetopleura (Chaetopleura) gambiensis (Rochebrune, 1881)
- Tonicia gaudichaudi Rochebrune, 1884, un synonyme de Ischnochiton punctulatissimus (G. B. Sowerby I, 1832)
- Tonicia greyi Filhol, 1880, un synonyme de Ischnochiton circumvallatus (Reeve, 1847)
- Tonicia hullianus Torr, 1911, un synonyme de Lucilina hulliana (Torr, 1911)
- Tonicia indica Leloup, 1981, un synonyme de Tonicia (Lucilina) carnosa Kaas, 1979 accepted as Lucilina carnosa (Kaas, 1979)
- Tonicia jugosulcata Pilsbry, 1893, un synonyme de Lucilina truncata (G. B. Sowerby II, 1841)
- Tonicia martiali Rochebrune in Rochebrune & Mabille, 1889, un synonyme de Nuttallochiton martiali (Rochebrune, 1889)
- Tonicia mixta Dall, 1919, un synonyme de Chaetopleura (Pallochiton) lanuginosa mixta (Dall, 1919)
- Tonicia novemrugata Bergenhayn, 1930, un synonyme de Lucilina novemrugata (Bergenhayn, 1930)
- Tonicia pectinoides Sykes, 1903, un synonyme de Lucilina pectinoides (Sykes, 1903)
- Tonicia perligera (Thiele, 1909), un synonyme de Lucilina perligera Thiele, 1909
- Tonicia polyomma Bergenhayn, 1932, un synonyme de Lucilina polyomma (Bergenhayn, 1932)
- Tonicia prashadi Leloup, 1937, un synonyme de Lucilina pectinoides (Sykes, 1903)
- Tonicia ptygmata Rochebrune, 1884, un synonyme de Lucilina sueziensis (Reeve, 1847)
- Tonicia reticulata Nierstrasz, 1905, un synonyme de Lucilina reticulata (Nierstrasz, 1905)
- Tonicia rubiginosa Hutton, 1872, un synonyme de Notoplax rubiginosa (Hutton, 1872)
- Tonicia sowerbyi Nierstrasz, 1905, un synonyme de Lucilina sowerbyi (Nierstrasz, 1905)
- Tonicia subatrata Pilsbry, 1893, un synonyme de Plaxiphora (Plaxiphora) aurata (Spalowsky, 1795)
- Tonicia suezensis ; auct., un synonyme de Lucilina sueziensis (Reeve, 1847)
- Tonicia tydemani Nierstrasz, 1905, un synonyme de Lucilina tydemani (Nierstrasz, 1905)
- Tonicia variegata Nierstrasz, 1905, un synonyme de Lucilina variegata (Nierstrasz, 1905)
- Tonicia zigzag Hutton, 1872, un synonyme de Plaxiphora caelata (Reeve, 1847)